# 山・鉾・屋台行事

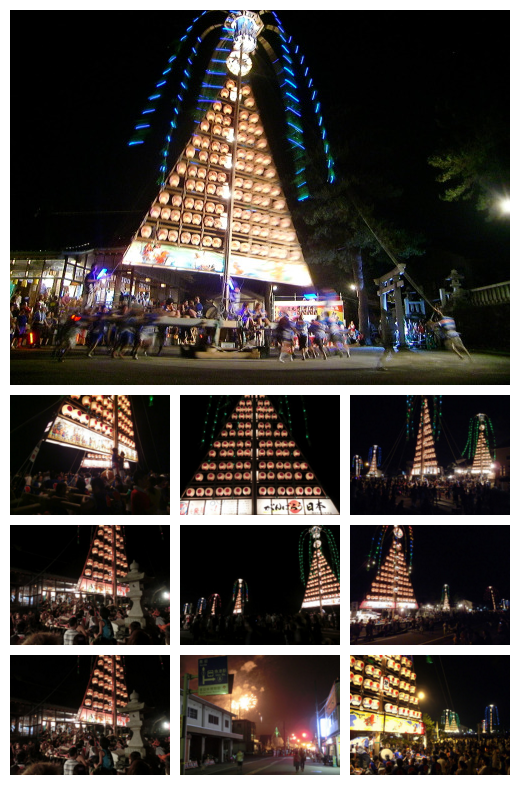
魚津のタテモン行事
（富山県魚津市）

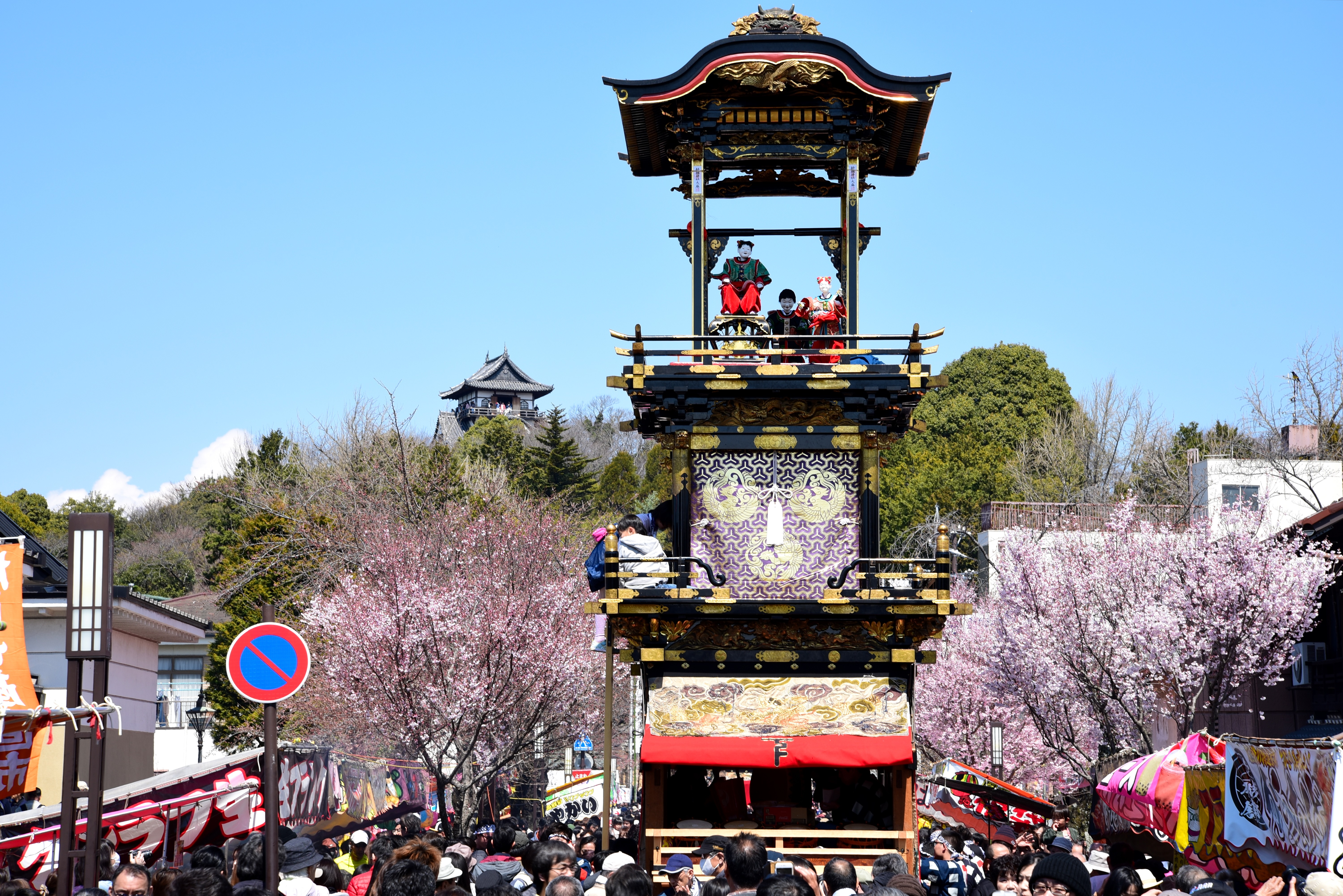
犬山祭の車山行事
（愛知県犬山市）

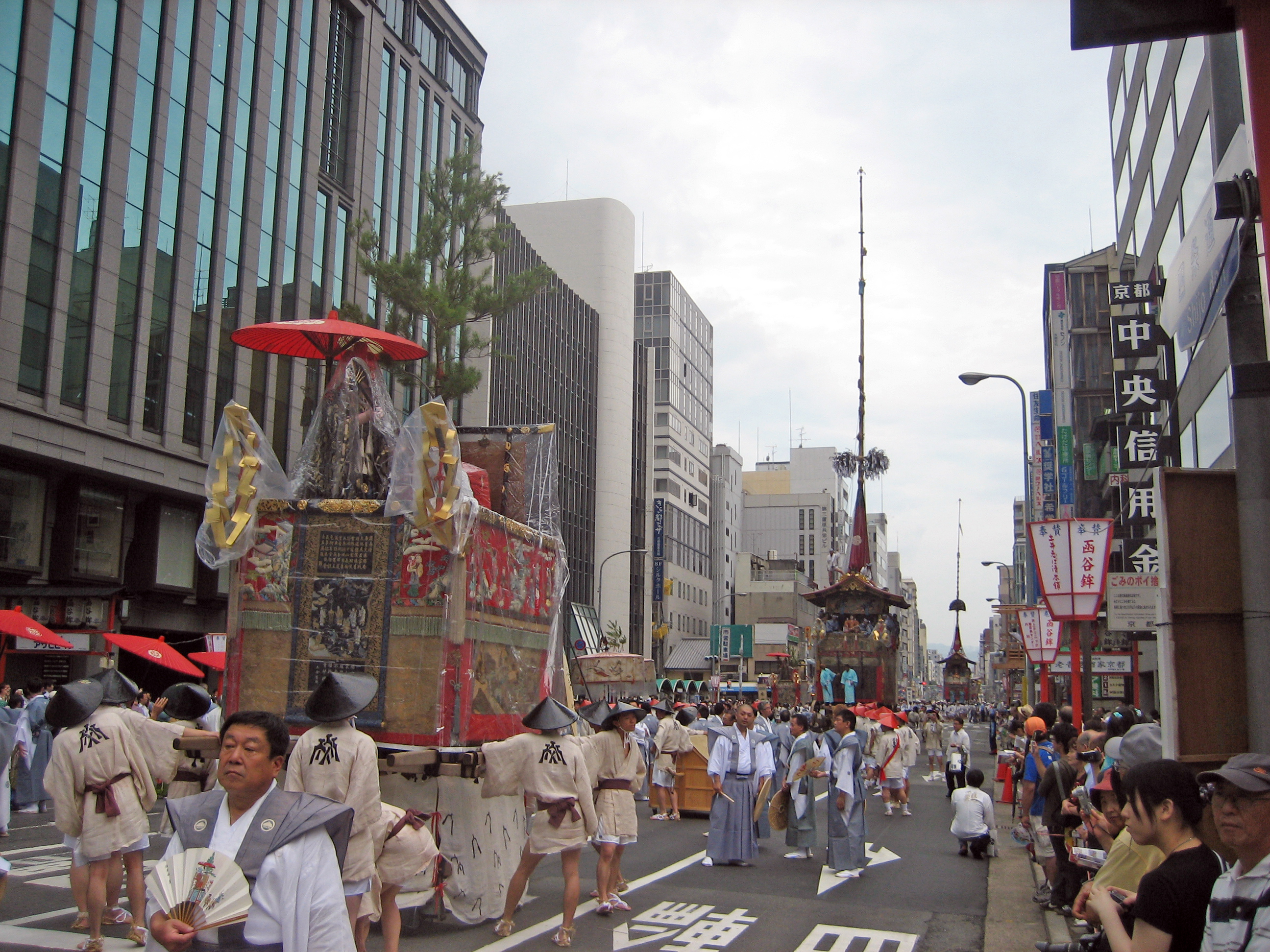
京都祇園祭の山鉾行事
（京都府京都市中京区）

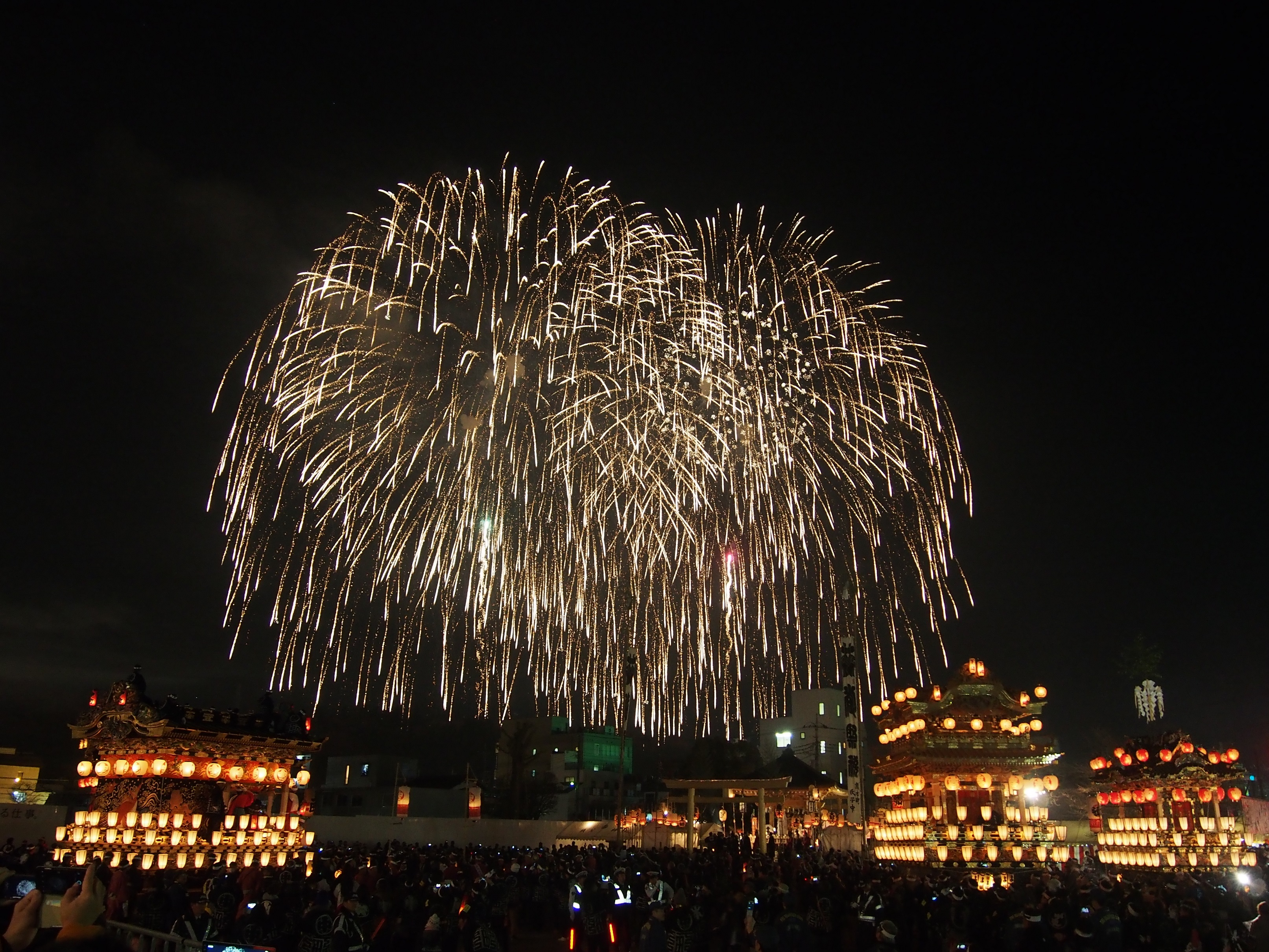
秩父祭の屋台行事
（埼玉県秩父市）

山・鉾・屋台行事（やま・ほこ・やたいぎょうじ）は、山・鉾・屋台等と呼ばれる山車が巡行する日本の祭33件からなる国際連合教育科学文化機関（ユネスコ）の無形文化遺産である。2016年（平成28年）11月30日に登録が決定した。

## 概要
青森県から大分県に至る18府県の「山・鉾・屋台行事」計33件からなる無形文化遺産である。この内「京都祇園祭の山鉾行事」及び「日立風流物」はそれぞれ単独で既に登録されていたが、今回登録された「山・鉾・屋台行事」にまとめて数えられるため、日本の無形文化遺産登録件数は21件となる。なお、これら33件の祭はすべて、国の重要無形民俗文化財に指定されており、全国山・鉾・屋台保存連合会に正会員として加盟している。全国山・鉾・屋台保存連合会にはユネスコの無形文化遺産登録の再提案（2015年3月）以降に、国の重要無形民俗文化財に指定された4件（大津祭の曳山行事（2016年3月2日指定）・常陸大津の御船祭（2017年3月3日指定）・村上まつりのしゃぎり行事（2018年3月8日指定）・放生津八幡宮祭の曳山・築山行事（2021年3月11日指定）も正会員として加盟しており、5～10件程度増えればユネスコに追加登録を申請する予定としていたが、2024年（令和6年）1月26日に国の文化審議会は、上記4件を無形文化遺産「山・鉾・屋台行事」への追加申請を決定した。なお早ければ2025年11月ごろに結論がでる。

## 登録までの経緯
山車（山・鉾・屋台）が巡行する祭としては、重要有形民俗文化財、重要無形民俗文化財の両文化財に指定されている5件の祭礼の内、すでに2009年（平成21年）に「京都祇園祭の山鉾行事」及び「日立風流物」が無形文化遺産として登録されていた。日本政府は2011年（平成23年）に同分野の「秩父祭の屋台行事と神楽」及び「高山祭の屋台行事」の登録を提案したが、無形文化遺産の登録数が増加して既に登録された行事と同じ分野の文化財を単独で登録することが難しくなっており、これら2件は「情報照会」とされて登録が見送られた。また「高岡御車山祭の御車山行事」も、この後に続き単独での登録を要望し、関係各所に働き掛けていたが難しい情勢となった。
そこで、2014年（平成26年）3月13日には「京都祇園祭の山鉾行事」及び「日立風流物」を拡張する形で、「秩父祭の屋台行事と神楽」及び「高山祭の屋台行事」、「高岡御車山祭の御車山行事」も含む、国の重要無形民俗文化財指定の祭礼行事32件をまとめて「山・鉾・屋台行事」として2015年（平成27年）の登録を目指し提案し、2014年（平成26年）3月27日に正式に登録申請を決定、登録の可否は最短で2015年（平成27年）秋頃の予定だったが、6月4日に登録申請を行ったところ、各国より61件もの登録申請が寄せられたため、登録審査は2016年の秋頃になるとユネスコより連絡を受け審査は先送りの結果となった。
その後2015年（平成27年）3月2日には「大垣祭の軕行事」が、新たに重要無形民俗文化財に指定され、「山・鉾・屋台行事」にも加え18府県33件として同月に再提案し、2016年（平成28年）11月30日、エチオピアのアディスアベバで開催されていたユネスコ無形文化遺産の保護に関する条約（無形文化遺産保護条約）第11回政府間委員会において、代表一覧表への記載（いわゆる無形文化遺産登録）の決議がなされた。

### 年表
- 2009年（平成21年）9月 - 無形文化遺産保護条約第4回政府間委員会（アラブ首長国連邦・アブダビ）で「京都祇園祭の山鉾行事」及び「日立風流物」が無形文化遺産に登録される[9]。
- 2011年（平成23年）11月 - 無形文化遺産保護条約第6回政府間委員会（インドネシア・バリ）で「秩父祭の屋台行事と神楽」及び「高山祭の屋台行事」について「情報照会」が決定される[9]。
- 2014年（平成26年）
  - 3月 - 上記4件を含む国の重要無形民俗文化財指定の祭礼行事32件を「山・鉾・屋台行事」として提案[9]。
  - 6月 - ユネスコが定める審査件数の上限を上回る提案（61件）があったため、登録件数が世界2位である日本の提案の審査が1年先送りされる[9]。
- 2015年（平成27年）3月 - 「大垣祭の軕行事」を重要無形民俗文化財に追加指定し、「山・鉾・屋台行事」33件として再提案[9]。
- 2016年（平成28年）
  - 10月31日 - 「山・鉾・屋台行事」について評価機関が記載（登録）を勧告[9]。
  - 11月30日 - 第11回政府間委員会（エチオピア・アディスアベバ）で「山・鉾・屋台行事」の記載（登録）が全会一致で決議される[9]。
- 2017年（平成29年）5月4日 - 全国山・鉾・屋台連合会総会が富山県南砺市城端の「じょうはな座」で開かれ、文化庁より無形文化遺産の登録認定書伝達式が行われた[10]。

## 登録行事一覧
青森県
- 八戸三社大祭の山車行事

秋田県
- 角館祭りのやま行事
- 土崎神明社祭の曳山行事
- 花輪祭の屋台行事

山形県
- 新庄まつりの山車行事

茨城県
- 日立風流物

栃木県
- 烏山の山あげ行事
- 鹿沼今宮神社祭の屋台行事

埼玉県
- 秩父祭の屋台行事と神楽
- 川越氷川祭の山車行事

千葉県
- 佐原の山車行事

富山県
- 高岡御車山祭の御車山行事
- 魚津のタテモン行事
- 城端神明宮祭の曳山行事

石川県
- 青柏祭の曳山行事

岐阜県
- 高山祭の屋台行事
- 古川祭の起し太鼓・屋台行事
- 大垣祭の軕行事

愛知県
- 尾張津島天王祭の車楽舟行事
- 知立の山車文楽とからくり
- 犬山祭の車山行事
- 亀崎潮干祭の山車行事
- 須成祭の車楽船行事と神葭流し

三重県
- 鳥出神社の鯨船行事
- 上野天神祭のダンジリ行事
- 桑名石取祭の祭車行事

滋賀県
- 長浜曳山祭の曳山行事

京都府
- 京都祇園祭の山鉾行事

福岡県
- 博多祇園山笠行事
- 戸畑祇園大山笠行事

佐賀県
- 唐津くんちの曳山行事

熊本県
- 八代妙見祭の神幸行事

大分県
- 日田祇園の曳山行事